# Henderson Tennis Open
L'Henderson Tennis Open è un torneo professionistico femminile di tennis giocato su campi in cemento all'aperto. Fa parte del circuito ITF con un montepremi da $ 60.000 e fa anche parte del calendario dell'USTA Pro Circuit, il circuito della Federazione Tennis statunitense. Si svolge al Dragon Ridge Country Club Tennis and Athletic Center di Henderson (Nevada), negli Stati Uniti.

## Storia
Inaugurato nel 2009 a Las Vegas sui campi del Red Rock Country Club con il nome sponsorizzato Lexus of Las Vegas Open, nel 2012 prende il nome Party Rock Open dalla linea di abbigliamento del nuovo sponsor Redfoo e si sposta sui campi del Darling Tennis Center. Nel 2014 il nuovo nome sponsorizzato è Red Rock Open e si torna a giocare al Red Rock Country Club.
Nel 2019 il torneo viene spostato nella vicina Henderson, la nuova sede è il Dragon Ridge Country Club Tennis and Athletic Center e prende il nome Henderson Tennis Open. Nel 2020 non si gioca per la pandemia di COVID-19, nel 2021 viene spostato al Whitney Mesa Tennis Complex di Henderson e l'anno successivo torna al Dragon Ridge Country Club.

## Albo d'oro

### Singolare
| Anno              | Campionessa                                      | Finalista                                        | Punteggio                                        |
| ----------------- | ------------------------------------------------ | ------------------------------------------------ | ------------------------------------------------ |
| 2023              | Torneo cancellato                                | Torneo cancellato                                | Torneo cancellato                                |
| 2022              | Yuan Yue                                         | Diana Šnajder                                    | 4–6, 6–3, 6–1                                    |
| 2021              | Emina Bektas                                     | Lily Miyazaki                                    | 6–1, 6–1                                         |
| 2020              | Non disputato a causa della pandemia di COVID-19 | Non disputato a causa della pandemia di COVID-19 | Non disputato a causa della pandemia di COVID-19 |
| 2019              | Mayo Hibi                                        | Anhelina Kalinina                                | 6–2, 5–7, 6–2                                    |
| 2018              | Belinda Bencic                                   | Nicole Gibbs                                     | 7–5, 6–1                                         |
| 2017              | Sesil Karatančeva                                | Elica Kostova                                    | 6–4, 4–6, 7–5                                    |
| 2016              | Alison Van Uytvanck                              | Sofia Kenin                                      | 3–6, 7–6(4), 6–2                                 |
| 2015              | Michaëlla Krajicek                               | Shelby Rogers                                    | 6–3, 6–1                                         |
| 2014              | Madison Brengle                                  | Michelle Larcher de Brito                        | 6–1, 6–4                                         |
| 2013              | Melanie Oudin                                    | Coco Vandeweghe                                  | 5–7, 6–3, 6–3                                    |
| 2012              | Lauren Davis                                     | Shelby Rogers                                    | 6(5)–7, 6–2, 6–2                                 |
| 2011              | Romina Oprandi                                   | Alexa Glatch                                     | 6(2)–7, 6–3, 7–6(4)                              |
| 2010              | Varvara Lepchenko                                | Sorana Cîrstea                                   | 6–2, 6–2                                         |
| 2009              | Regina Kulikova                                  | Anikó Kapros                                     | 6–2, 6–2                                         |
| ↑ ITF 50K event ↑ |                                                  |                                                  |                                                  |

### Doppio
| Anno              | Campionesse                                      | Finaliste                                        | Punteggio                                        |
| ----------------- | ------------------------------------------------ | ------------------------------------------------ | ------------------------------------------------ |
| 2023              | Torneo cancellato                                | Torneo cancellato                                | Torneo cancellato                                |
| 2022              | Carmen Corley Ivana Corley                       | Katarina Kozarov Veronika Miroshnichenko         | 6–2, 6–0                                         |
| 2021              | Quinn Gleason Tereza Mihalíková                  | Emina Bektas Tara Moore                          | 7–6(5), 7–5                                      |
| 2020              | Non disputato a causa della pandemia di COVID-19 | Non disputato a causa della pandemia di COVID-19 | Non disputato a causa della pandemia di COVID-19 |
| 2019              | Olga Govortsova Mandy Minella                    | Sophie Chang Alexandra Mueller                   | 6–3, 6–4                                         |
| 2018              | Asia Muhammad Maria Sanchez                      | Sophie Chang Alexandra Mueller                   | 6–3, 6–4                                         |
| 2017              | An-Sophie Mestach Laura Robson                   | Sophie Chang Alexandra Mueller                   | 7–6(7), 7–6(2)                                   |
| 2016              | Michaëlla Krajicek Maria Sanchez                 | Jamie Loeb Chanel Simmonds                       | 7–5, 6–1                                         |
| 2015              | Julia Boserup Nicole Gibbs                       | Paula Cristina Gonçalves Sanaz Marand            | 6–3, 6–4                                         |
| 2014              | Verónica Cepede Royg María Irigoyen              | Asia Muhammad Maria Sanchez                      | 6–3, 5–7, [11–9]                                 |
| 2013              | Tamira Paszek Coco Vandeweghe                    | Denise Muresan Caitlin Whoriskey                 | 6–4, 6–2                                         |
| 2012              | Anastasija Rodionova Arina Rodionova             | Elena Bovina Edina Gallovits-Hall                | 6–2, 2–6, [10–6]                                 |
| 2011              | Alexa Glatch Mashona Washington                  | Varvara Lepchenko Melanie Oudin                  | 6–4, 6–2                                         |
| 2010              | Lindsay Lee-Waters Megan Moulton-Levy            | Irina Falconi Maria Sanchez                      | 1–6, 7–5, [10–4]                                 |
| 2009              | Anikó Kapros Agustina Lepore                     | Kimberly Couts Lindsay Lee-Waters                | 6–2, 7–5                                         |
| ↑ ITF 50K event ↑ |                                                  |                                                  |                                                  |